# Knights of Sidonia
Knights of Sidonia (シドニアの騎士, Shidonia no Kishi) é uma série de mangá escrita e ilustrada por Nihei Tsutomu. Foi serializada na revista Afternoon da editora Kodansha entre abril de 2009 e setembro de 2015. O mangá está sendo publicado no Brasil pela editora JBC. Uma adaptação do mangá em uma série de anime produzida pelo estúdio Polygon Pictures estreou em abril até junho de 2014, e a segunda temporada foi ao ar em abril até junho de 2015 com o nome Knights of Sidonia: Battle for Planet Nine. Ambas as temporadas foram exibidas dubladas em português na Netflix logo depois do final de suas exibições no Japão.

## Enredo

### História
A história segue as aventuras de Nagate Tanikaze, que viveu na camada subterrânea de Sidonia desde o nascimento, criado por seu avô. Nunca encontrando ninguém, ele treinou em um velho simulador de piloto Guardião todos os dias, tentando dominá-lo. Após a morte de seu avô, ele é encontrado pelo resto da população e selecionado como  piloto Guardião, na esperança de defender Sidonia do ataque do Gauna usando suas habilidades de combate em circulação.

### Cenário
A história se passa em um futuro distante, mil anos após os humanos fugirem da Terra depois dela ter sido destruída por monstros alienígenas com metamorfoses gigantescas chamados Gauna (奇居子（ガウナ）), a bordo de naves espaciais enormes criadas a partir dos restos do planeta. Uma das naves referida é Sidonia, que desenvolveu sua própria cultura humana baseada na do Japão, onde a Clonagem humana, Reprodução assexuada, engenharia humana, controle do híbrido humano/animal mutações e a Fotossíntese humana são comuns, e é sem dúvida o último assentamento humano, permanecendo desconhecido o destino de outras naves.
Pouco se sabe sobre a verdadeira natureza de Gauna ou suas razões para atacar a humanidade. Cada Gauna tem seu núcleo protegido por uma enorme massa de um material quase inexpugnável conhecido como "placenta" (胞衣, ena), e uma vez que a placenta é derramado longe e o núcleo é ferido além do reparo, o corpo do Gauna se desintegra.
Sidonia é defendida por grandes armas mecanizadas chamadas Guardians (衛人, Morito) cujo armamento e mobilidade é alimentado por "Partículas de Higgs" (ヘイグス粒子, Heigusu Ryūshi), armado com um canhão de alta potência para ataques de longo alcance e uma lâmina especial conhecida como "Kabizashi" para combate corpo a corpo, que é feito de um material indescritível que pode facilmente destruir o núcleo de um Gauna. A maioria das pessoas na população humana sobrevivente são selecionadas e treinadas como pilotos da Guarda em uma idade jovem, como eles são mostrados para serem capaz de os pilotar.

## Mídias

### Mangá
O mangá foi escrito e ilustrador por Nihei Tsutomu. Ele estreou na revista Kodansha e Afternoon na edição de junho em 2009. Desde então, 15 Tankōbon foram lançados. Em abril de 2016, a editora brasileira JBC começo a publicação do mangá com periodicidade bimestral, terminando em março de 2018.

### Anime
A série de anime, foi produzida pelo estúdio Polygon Pictures, que estreou dia 11 de abril e até 26 de junho de 2014, no canal japonês Mainichi Broadcasting System e depois na TBS, Chubu-Nippon Broadcasting e BS-TBS. A série foi dirigida por Kobun Shizuno, assistida por Hiroyuki Seshita, com o roteiro adaptado por Sadayuki Murai e o design de personagem feito por Yuki Moriyama. O tema de abertura se chama "Sidonia" cantado por Angela e o tema de encerramento se chama "Show" (掌) cantado por Eri Kitamura. A segunda temporada estreou no dia 10 de Abril de 2015 com o nome de Sidonia no Kishi: Dai-kyū Wakusei Sen'eki.

### Elenco
| Personagem        | Dublador Brasil    |
| ----------------- | ------------------ |
| Tanikaze Nagate   | Fábio Lucindo      |
| Hoshijiro Shizuka | Jussara Marques    |
| Shinatose Izana   | Priscila Franco    |
| Samari Ittan      | Flora Paulita      |
| Capitã Kobayashi  | Cassia Bisceglia   |
| Honoka Series     | Tatiane Keplmair   |
| Hiyama Lala       | Cecília Lemes      |
| Sasaki            | Leticia Bortoletto |
| Ochiai            | Marcelo Salsicha   |
| Yuhata Midorikawa | Tarsila Amorim     |

A dublagem brasileira foi dirigida por Rodrigo Andreatto no estúdio TV Group Digital.